# Mistrovství světa v házené žen 2005
17. mistrovství světa v házené žen proběhlo ve dnech 5. prosince až 18. prosince 2005 v Rusku. Mistrovství se zúčastnilo 24 družstev rozdělených do čtyř šestičlenných skupin. První tři týmy postoupily přímo do osmifinálové vyřazovací fáze o titul. Mistrem světa se stala reprezentace Ruska.

## Základní skupiny

### Skupina A
| Poř. | tým        | Z | V | R | P | VB  | OB  | +/−  | B  | výsledek                 |
| ---- | ---------- | - | - | - | - | --- | --- | ---- | -- | ------------------------ |
| 1.   | Rusko      | 5 | 5 | 0 | 0 | 176 | 110 | +66  | 10 | postup do hlavní skupiny |
| 2.   | Nizozemsko | 5 | 4 | 0 | 1 | 145 | 123 | +22  | 8  | postup do hlavní skupiny |
| 3.   | Chorvatsko | 5 | 3 | 0 | 2 | 165 | 126 | +39  | 6  | postup do hlavní skupiny |
| 4.   | Čína       | 5 | 2 | 0 | 3 | 154 | 146 | +8   | 4  |                          |
| 5.   | Japonsko   | 5 | 1 | 0 | 4 | 152 | 155 | −3   | 2  |                          |
| 6.   | Uruguay    | 5 | 0 | 0 | 5 | 73  | 205 | −132 | 0  |                          |

| 5 . prosince 2005 16:00 | Nizozemsko       | 29–27   | Chorvatsko | Ledový palác Počet diváků: 500 Rozhodčí: Olesen, Pedersen (DEN) |
| 5 . prosince 2005 16:00 | van der Wissel 8 | (17–11) | Pasičnik 6 | Ledový palác Počet diváků: 500 Rozhodčí: Olesen, Pedersen (DEN) |
| 5 . prosince 2005 16:00 | Report           |         |            | Ledový palác Počet diváků: 500 Rozhodčí: Olesen, Pedersen (DEN) |

| 5 . prosince 2005 19:00 | Rusko              | 43–16  | Uruguay   | Ledový palác Počet diváků: 1,000 Rozhodčí: Horáček, Novotný (CZE) |
| 5 . prosince 2005 19:00 | Shipilova, Turey 7 | (25–8) | Miranda 6 | Ledový palác Počet diváků: 1,000 Rozhodčí: Horáček, Novotný (CZE) |
| 5 . prosince 2005 19:00 | 4× 3×              | Report | 4× 3×     | Ledový palác Počet diváků: 1,000 Rozhodčí: Horáček, Novotný (CZE) |

| 5 . prosince 2005 21:00 | Japonsko | 27–33   | Čína  | Ledový palác Počet diváků: 300 Rozhodčí: Bord, Buy (FRA) |
| 5 . prosince 2005 21:00 | Tanaka 9 | (18–14) | Li 11 | Ledový palác Počet diváků: 300 Rozhodčí: Bord, Buy (FRA) |
| 5 . prosince 2005 21:00 | Report   |         |       | Ledový palác Počet diváků: 300 Rozhodčí: Bord, Buy (FRA) |

| 6 . prosince 2005 17:00 | Uruguay           | 8–29   | Nizozemsko  | Ledový palác Počet diváků: 250 Rozhodčí: Ljudovik, Vakula (UKR) |
| 6 . prosince 2005 17:00 | Castro, Scavino 2 | (4–17) | Roelofsen 6 | Ledový palác Počet diváků: 250 Rozhodčí: Ljudovik, Vakula (UKR) |
| 6 . prosince 2005 17:00 | Report            |        |             | Ledový palác Počet diváků: 250 Rozhodčí: Ljudovik, Vakula (UKR) |

| 6 . prosince 2005 19:00 | Čína            | 20–36  | Rusko         | Ledový palác Počet diváků: 500 Rozhodčí: Olesen, Pedersen (DEN) |
| 6 . prosince 2005 19:00 | three players 4 | (9–16) | Marennikova 7 | Ledový palác Počet diváků: 500 Rozhodčí: Olesen, Pedersen (DEN) |
| 6 . prosince 2005 19:00 | 5× 2×           | Report | 5× 3×         | Ledový palác Počet diváků: 500 Rozhodčí: Olesen, Pedersen (DEN) |

| 6 . prosince 2005 21:00 | Chorvatsko | 31–30   | Japonsko | Ledový palác Počet diváků: 200 Rozhodčí: Muro, Rodríguez (ESP) |
| 6 . prosince 2005 21:00 | Golubić 10 | (11–14) | Tanaka 8 | Ledový palác Počet diváků: 200 Rozhodčí: Muro, Rodríguez (ESP) |
| 6 . prosince 2005 21:00 | Report     |         |          | Ledový palác Počet diváků: 200 Rozhodčí: Muro, Rodríguez (ESP) |

| 7 . prosince 2005 17:00 | Japonsko        | 44–22   | Uruguay  | Ledový palác Počet diváků: 200 Rozhodčí: Līcis, Stoļarovs (LAT) |
| 7 . prosince 2005 17:00 | three players 6 | (24–10) | Castro 6 | Ledový palác Počet diváků: 200 Rozhodčí: Līcis, Stoļarovs (LAT) |
| 7 . prosince 2005 17:00 | Report          |         |          | Ledový palác Počet diváků: 200 Rozhodčí: Līcis, Stoļarovs (LAT) |

| 7 . prosince 2005 19:00 | Rusko       | 34–22   | Nizozemsko     | Ledový palác Počet diváků: 500 Rozhodčí: Gardinovački, Marić (SCG) |
| 7 . prosince 2005 19:00 | Bodniyeva 8 | (16–10) | four players 4 | Ledový palác Počet diváků: 500 Rozhodčí: Gardinovački, Marić (SCG) |
| 7 . prosince 2005 19:00 | 8× 4×       | Report  | 4× 2×          | Ledový palác Počet diváků: 500 Rozhodčí: Gardinovački, Marić (SCG) |

| 7 . prosince 2005 21:00 | Čína   | 29–35   | Chorvatsko  | Ledový palác Počet diváků: 200 Rozhodčí: Ljudovik, Vakula (UKR) |
| 7 . prosince 2005 21:00 | Li 10  | (16–18) | Pasičnik 12 | Ledový palác Počet diváků: 200 Rozhodčí: Ljudovik, Vakula (UKR) |
| 7 . prosince 2005 21:00 | Report |         |             | Ledový palác Počet diváků: 200 Rozhodčí: Ljudovik, Vakula (UKR) |

| 9 . prosince 2005 17:00 | Nizozemsko       | 35–27   | Japonsko        | Ledový palác Počet diváků: 200 Rozhodčí: Souza, Pereira (BRA) |
| 9 . prosince 2005 17:00 | van der Wissel 8 | (19–13) | Kinjo, Tanaka 5 | Ledový palác Počet diváků: 200 Rozhodčí: Souza, Pereira (BRA) |
| 9 . prosince 2005 17:00 | Report           |         |                 | Ledový palác Počet diváků: 200 Rozhodčí: Souza, Pereira (BRA) |

| 9 . prosince 2005 19:00 | Rusko       | 29–28   | Chorvatsko | Ledový palác Počet diváků: 1,500 Rozhodčí: Bord, Buy (FRA) |
| 9 . prosince 2005 19:00 | Bodniyeva 8 | (18–16) | Pasičnik 9 | Ledový palác Počet diváků: 1,500 Rozhodčí: Bord, Buy (FRA) |
| 9 . prosince 2005 19:00 | 7× 3×       | Report  | 7× 3× 1×   | Ledový palác Počet diváků: 1,500 Rozhodčí: Bord, Buy (FRA) |

| 9 . prosince 2005 21:00 | Uruguay         | 18–45  | Čína      | Ledový palác Počet diváků: 200 Rozhodčí: Doumbia, Gbela (CIV) |
| 9 . prosince 2005 21:00 | three players 4 | (7–24) | Wang C. 8 | Ledový palác Počet diváků: 200 Rozhodčí: Doumbia, Gbela (CIV) |
| 9 . prosince 2005 21:00 | Report          |        |           | Ledový palác Počet diváků: 200 Rozhodčí: Doumbia, Gbela (CIV) |

| 10 . prosince 2005 17:00 | Nizozemsko | 30–27   | Čína  | Ledový palác Počet diváků: 300 Rozhodčí: Horáček, Novotný (CZE) |
| 10 . prosince 2005 17:00 | Hilster 7  | (14–16) | Li 10 | Ledový palác Počet diváků: 300 Rozhodčí: Horáček, Novotný (CZE) |
| 10 . prosince 2005 17:00 | Report     |         |       | Ledový palác Počet diváků: 300 Rozhodčí: Horáček, Novotný (CZE) |

| 10 . prosince 2005 19:00 | Japonsko | 24–34  | Rusko      | Ledový palác Počet diváků: 2,500 Rozhodčí: Karbaschi, Kohladouzan (IRI) |
| 10 . prosince 2005 19:00 | Kinjo 7  | (8–17) | Polenova 8 | Ledový palác Počet diváků: 2,500 Rozhodčí: Karbaschi, Kohladouzan (IRI) |
| 10 . prosince 2005 19:00 | 4× 3×    | Report | 6× 3×      | Ledový palác Počet diváků: 2,500 Rozhodčí: Karbaschi, Kohladouzan (IRI) |

| 10 . prosince 2005 21:00 | Chorvatsko | 44–9   | Uruguay  | Ledový palác Počet diváků: 400 Rozhodčí: Souza, Pereira (BRA) |
| 10 . prosince 2005 21:00 | Pensa 9    | (20–3) | Castro 4 | Ledový palác Počet diváků: 400 Rozhodčí: Souza, Pereira (BRA) |
| 10 . prosince 2005 21:00 | Report     |        |          | Ledový palác Počet diváků: 400 Rozhodčí: Souza, Pereira (BRA) |

### Skupina B
| Poř. | tým         | Z | V | R | P | VB  | OB  | +/−  | B | výsledek                 |
| ---- | ----------- | - | - | - | - | --- | --- | ---- | - | ------------------------ |
| 1.   | Maďarsko    | 5 | 4 | 1 | 0 | 180 | 113 | +67  | 9 | postup do hlavní skupiny |
| 2.   | Jižní Korea | 5 | 3 | 0 | 2 | 173 | 155 | +18  | 6 | postup do hlavní skupiny |
| 3.   | Norsko      | 5 | 3 | 0 | 2 | 155 | 112 | +43  | 6 | postup do hlavní skupiny |
| 4.   | Slovinsko   | 5 | 2 | 1 | 2 | 159 | 132 | +27  | 5 |                          |
| 5.   | Angola      | 5 | 2 | 0 | 3 | 167 | 140 | +27  | 4 |                          |
| 6.   | Austrálie   | 5 | 0 | 0 | 5 | 54  | 236 | −182 | 0 |                          |

| 5 . prosince 2005 17:00 | Maďarsko    | 57–9   | Austrálie | SCC Peterburgsky Počet diváků: 100 Rozhodčí: Doumbia, Gbela (CIV) |
| 5 . prosince 2005 17:00 | Kenyeres 13 | (27–5) | Roy 5     | SCC Peterburgsky Počet diváků: 100 Rozhodčí: Doumbia, Gbela (CIV) |
| 5 . prosince 2005 17:00 | Report      |        |           | SCC Peterburgsky Počet diváků: 100 Rozhodčí: Doumbia, Gbela (CIV) |

| 5 . prosince 2005 19:00 | Slovinsko    | 42–35   | Jižní Korea   | SCC Peterburgsky Počet diváků: 100 Rozhodčí: Ljudovik, Vakula (UKR) |
| 5 . prosince 2005 19:00 | Derepasko 12 | (20–18) | Kim C., Huh 7 | SCC Peterburgsky Počet diváků: 100 Rozhodčí: Ljudovik, Vakula (UKR) |
| 5 . prosince 2005 19:00 | Report       |         |               | SCC Peterburgsky Počet diváků: 100 Rozhodčí: Ljudovik, Vakula (UKR) |

| 5 . prosince 2005 21:10 | Norsko            | 36–30   | Angola            | SCC Peterburgsky Počet diváků: 100 Rozhodčí: Souza, Pereira (BRA) |
| 5 . prosince 2005 21:10 | Johansen, Rokne 8 | (19–16) | Bengue, Tavares 8 | SCC Peterburgsky Počet diváků: 100 Rozhodčí: Souza, Pereira (BRA) |
| 5 . prosince 2005 21:10 | Report            |         |                   | SCC Peterburgsky Počet diváků: 100 Rozhodčí: Souza, Pereira (BRA) |

| 6 . prosince 2005 17:00 | Austrálie | 13–41  | Slovinsko | SCC Peterburgsky Počet diváků: 100 Rozhodčí: Souza, Pereira (BRA) |
| 6 . prosince 2005 17:00 | Roy 5     | (4–19) | Hrnjič 8  | SCC Peterburgsky Počet diváků: 100 Rozhodčí: Souza, Pereira (BRA) |
| 6 . prosince 2005 17:00 | Report    |        |           | SCC Peterburgsky Počet diváků: 100 Rozhodčí: Souza, Pereira (BRA) |

| 6 . prosince 2005 19:00 | Angola   | 30–34   | Maďarsko     | SCC Peterburgsky Počet diváků: 100 Rozhodčí: Gardinovački, Marić (SCG) |
| 6 . prosince 2005 19:00 | Kiala 10 | (17–14) | Görbiczová 8 | SCC Peterburgsky Počet diváků: 100 Rozhodčí: Gardinovački, Marić (SCG) |
| 6 . prosince 2005 19:00 | Report   |         |              | SCC Peterburgsky Počet diváků: 100 Rozhodčí: Gardinovački, Marić (SCG) |

| 6 . prosince 2005 21:00 | Jižní Korea | 30–25   | Norsko            | SCC Peterburgsky Počet diváků: 250 Rozhodčí: Bord, Buy (FRA) |
| 6 . prosince 2005 21:00 | Moon P. 7   | (11–13) | Breivang, Rokne 6 | SCC Peterburgsky Počet diváků: 250 Rozhodčí: Bord, Buy (FRA) |
| 6 . prosince 2005 21:00 | Report      |         |                   | SCC Peterburgsky Počet diváků: 250 Rozhodčí: Bord, Buy (FRA) |

| 7 . prosince 2005 17:00 | Maďarsko     | 27–27   | Slovinsko         | SCC Peterburgsky Počet diváků: 100 Rozhodčí: Olesen, Pedersen (DEN) |
| 7 . prosince 2005 17:00 | Görbiczová 7 | (11–14) | Derepasko, Oder 7 | SCC Peterburgsky Počet diváků: 100 Rozhodčí: Olesen, Pedersen (DEN) |
| 7 . prosince 2005 17:00 | Report       |         |                   | SCC Peterburgsky Počet diváků: 100 Rozhodčí: Olesen, Pedersen (DEN) |

| 7 . prosince 2005 19:00 | Angola   | 32–35   | Jižní Korea | SCC Peterburgsky Počet diváků: 100 Rozhodčí: Karbaschi, Kohladouzan (IRI) |
| 7 . prosince 2005 19:00 | Kiala 12 | (16–13) | Huh 11      | SCC Peterburgsky Počet diváků: 100 Rozhodčí: Karbaschi, Kohladouzan (IRI) |
| 7 . prosince 2005 19:00 | Report   |         |             | SCC Peterburgsky Počet diváků: 100 Rozhodčí: Karbaschi, Kohladouzan (IRI) |

| 7 . prosince 2005 21:10 | Norsko      | 47–10  | Austrálie | SCC Peterburgsky Počet diváků: 100 Rozhodčí: Liachovičius, Paškevičius (LTU) |
| 7 . prosince 2005 21:10 | Nøstvold 10 | (22–4) | Roy 4     | SCC Peterburgsky Počet diváků: 100 Rozhodčí: Liachovičius, Paškevičius (LTU) |
| 7 . prosince 2005 21:10 | Report      |        |           | SCC Peterburgsky Počet diváků: 100 Rozhodčí: Liachovičius, Paškevičius (LTU) |

| 9 . prosince 2005 17:00 | Austrálie       | 8–47   | Angola               | SCC Peterburgsky Počet diváků: 100 Rozhodčí: Olesen, Pedersen (DEN) |
| 9 . prosince 2005 17:00 | three players 2 | (5–26) | Almeida, Fernandes 7 | SCC Peterburgsky Počet diváků: 100 Rozhodčí: Olesen, Pedersen (DEN) |
| 9 . prosince 2005 17:00 | Report          |        |                      | SCC Peterburgsky Počet diváků: 100 Rozhodčí: Olesen, Pedersen (DEN) |

| 9 . prosince 2005 19:00 | Maďarsko    | 42–29   | Jižní Korea | SCC Peterburgsky Počet diváků: 300 Rozhodčí: Håkansson, Nilsson (SWE) |
| 9 . prosince 2005 19:00 | Mehlmann 10 | (22–13) | Kim C. 6    | SCC Peterburgsky Počet diváků: 300 Rozhodčí: Håkansson, Nilsson (SWE) |
| 9 . prosince 2005 19:00 | Report      |         |             | SCC Peterburgsky Počet diváků: 300 Rozhodčí: Håkansson, Nilsson (SWE) |

| 9 . prosince 2005 21:10 | Slovinsko           | 22–29   | Norsko          | SCC Peterburgsky Počet diváků: 300 Rozhodčí: Muro, Rodríguez (ESP) |
| 9 . prosince 2005 21:10 | Derepasko, Frešer 5 | (10–16) | Aamodt, Rokne 5 | SCC Peterburgsky Počet diváků: 300 Rozhodčí: Muro, Rodríguez (ESP) |
| 9 . prosince 2005 21:10 | Report              |         |                 | SCC Peterburgsky Počet diváků: 300 Rozhodčí: Muro, Rodríguez (ESP) |

| 10 . prosince 2005 17:00 | Jižní Korea     | 44–14  | Austrálie   | SCC Peterburgsky Počet diváků: 100 Rozhodčí: Doumbia, Gbela (CIV) |
| 10 . prosince 2005 17:00 | three players 6 | (21–7) | Boyd, Roy 3 | SCC Peterburgsky Počet diváků: 100 Rozhodčí: Doumbia, Gbela (CIV) |
| 10 . prosince 2005 17:00 | Report          |        |             | SCC Peterburgsky Počet diváků: 100 Rozhodčí: Doumbia, Gbela (CIV) |

| 10 . prosince 2005 19:00 | Slovinsko   | 27–28   | Angola      | SCC Peterburgsky Počet diváků: 200 Rozhodčí: Liachovičius, Paškevičius (LTU) |
| 10 . prosince 2005 19:00 | Derepasko 7 | (12–12) | Fernandes 6 | SCC Peterburgsky Počet diváků: 200 Rozhodčí: Liachovičius, Paškevičius (LTU) |
| 10 . prosince 2005 19:00 | Report      |         |             | SCC Peterburgsky Počet diváků: 200 Rozhodčí: Liachovičius, Paškevičius (LTU) |

| 10 . prosince 2005 21:10 | Norsko     | 18–20 | Maďarsko     | SCC Peterburgsky Počet diváků: 500 Rozhodčí: Ljudovik, Vakula (UKR) |
| 10 . prosince 2005 21:10 | Johansen 4 | (9–6) | Görbiczová 7 | SCC Peterburgsky Počet diváků: 500 Rozhodčí: Ljudovik, Vakula (UKR) |
| 10 . prosince 2005 21:10 | Report     |       |              | SCC Peterburgsky Počet diváků: 500 Rozhodčí: Ljudovik, Vakula (UKR) |

### Skupina C
| Poř. | tým               | Z | V | R | P | VB  | OB  | +/− | B | výsledek                 |
| ---- | ----------------- | - | - | - | - | --- | --- | --- | - | ------------------------ |
| 1.   | Dánsko            | 5 | 4 | 0 | 1 | 168 | 139 | +29 | 8 | postup do hlavní skupiny |
| 2.   | Německo           | 5 | 4 | 0 | 1 | 165 | 123 | +42 | 8 | postup do hlavní skupiny |
| 3.   | Brazílie          | 5 | 3 | 0 | 2 | 146 | 149 | −3  | 6 | postup do hlavní skupiny |
| 4.   | Rakousko          | 5 | 3 | 0 | 2 | 158 | 147 | +11 | 6 |                          |
| 5.   | Polsko            | 5 | 1 | 0 | 4 | 136 | 154 | −18 | 2 |                          |
| 6.   | Pobřeží slonoviny | 5 | 0 | 0 | 5 | 118 | 179 | −61 | 0 |                          |

| 5 . prosince 2005 17:00 | Rakousko  | 32–21  | Pobřeží slonoviny | Sportovní komplex Jubilejnyj Počet diváků: 100 Rozhodčí: Līcis, Stoļarovs (LAT) |
| 5 . prosince 2005 17:00 | Logvin 12 | (18–7) | Dosso, Koudou 5   | Sportovní komplex Jubilejnyj Počet diváků: 100 Rozhodčí: Līcis, Stoļarovs (LAT) |
| 5 . prosince 2005 17:00 | Report    |        |                   | Sportovní komplex Jubilejnyj Počet diváků: 100 Rozhodčí: Līcis, Stoļarovs (LAT) |

| 5 . prosince 2005 19:00 | Polsko     | 21–33   | Německo  | Sportovní komplex Jubilejnyj Počet diváků: 400 Rozhodčí: Hansen, Pettersen (NOR) |
| 5 . prosince 2005 19:00 | Kowalska 6 | (12–16) | Krause 8 | Sportovní komplex Jubilejnyj Počet diváků: 400 Rozhodčí: Hansen, Pettersen (NOR) |
| 5 . prosince 2005 19:00 | Report     |         |          | Sportovní komplex Jubilejnyj Počet diváků: 400 Rozhodčí: Hansen, Pettersen (NOR) |

| 5 . prosince 2005 21:00 | Dánsko   | 31–22   | Brazílie               | Sportovní komplex Jubilejnyj Počet diváků: 400 Rozhodčí: Liachovičius, Paškevičius (LTU) |
| 5 . prosince 2005 21:00 | Touray 7 | (12–13) | Mesquita, dos Santos 6 | Sportovní komplex Jubilejnyj Počet diváků: 400 Rozhodčí: Liachovičius, Paškevičius (LTU) |
| 5 . prosince 2005 21:00 | Report   |         |                        | Sportovní komplex Jubilejnyj Počet diváků: 400 Rozhodčí: Liachovičius, Paškevičius (LTU) |

| 6 . prosince 2005 17:00 | Brazílie   | 34–31   | Polsko          | Sportovní komplex Jubilejnyj Počet diváků: 300 Rozhodčí: Håkansson, Nilsson (SWE) |
| 6 . prosince 2005 17:00 | Mesquita 8 | (17–13) | Milot, Włodek 6 | Sportovní komplex Jubilejnyj Počet diváků: 300 Rozhodčí: Håkansson, Nilsson (SWE) |
| 6 . prosince 2005 17:00 | Report     |         |                 | Sportovní komplex Jubilejnyj Počet diváků: 300 Rozhodčí: Håkansson, Nilsson (SWE) |

| 6 . prosince 2005 19:00 | Německo  | 34–27   | Rakousko  | Sportovní komplex Jubilejnyj Počet diváků: 500 Rozhodčí: Poladenko, Chernega (RUS) |
| 6 . prosince 2005 19:00 | Jurack 8 | (17–14) | Logvin 10 | Sportovní komplex Jubilejnyj Počet diváků: 500 Rozhodčí: Poladenko, Chernega (RUS) |
| 6 . prosince 2005 19:00 | Report   |         |           | Sportovní komplex Jubilejnyj Počet diváků: 500 Rozhodčí: Poladenko, Chernega (RUS) |

| 6 . prosince 2005 21:00 | Pobřeží slonoviny | 21–42  | Dánsko     | Sportovní komplex Jubilejnyj Počet diváků: 400 Rozhodčí: Horáček, Novotný (CZE) |
| 6 . prosince 2005 21:00 | Mambo 8           | (9–22) | Fruelund 7 | Sportovní komplex Jubilejnyj Počet diváků: 400 Rozhodčí: Horáček, Novotný (CZE) |
| 6 . prosince 2005 21:00 | Report            |        |            | Sportovní komplex Jubilejnyj Počet diváků: 400 Rozhodčí: Horáček, Novotný (CZE) |

| 7 . prosince 2005 17:00 | Polsko           | 25–28   | Rakousko | Sportovní komplex Jubilejnyj Počet diváků: 200 Rozhodčí: Horáček, Novotný (CZE) |
| 7 . prosince 2005 17:00 | Kudłacz, Milot 5 | (14–13) | Rotiș 12 | Sportovní komplex Jubilejnyj Počet diváků: 200 Rozhodčí: Horáček, Novotný (CZE) |
| 7 . prosince 2005 17:00 | Report           |         |          | Sportovní komplex Jubilejnyj Počet diváků: 200 Rozhodčí: Horáček, Novotný (CZE) |

| 7 . prosince 2005 19:00 | Brazílie  | 34–26   | Pobřeží slonoviny | Sportovní komplex Jubilejnyj Počet diváků: 300 Rozhodčí: Hansen, Pettersen (NOR) |
| 7 . prosince 2005 19:00 | Jacques 6 | (17–14) | Mambo 10          | Sportovní komplex Jubilejnyj Počet diváků: 300 Rozhodčí: Hansen, Pettersen (NOR) |
| 7 . prosince 2005 19:00 | Report    |         |                   | Sportovní komplex Jubilejnyj Počet diváků: 300 Rozhodčí: Hansen, Pettersen (NOR) |

| 7 . prosince 2005 21:00 | Dánsko     | 27–26   | Německo  | Sportovní komplex Jubilejnyj Počet diváků: 600 Rozhodčí: Muro, Rodríguez (ESP) |
| 7 . prosince 2005 21:00 | Fruelund 7 | (12–14) | Krause 9 | Sportovní komplex Jubilejnyj Počet diváků: 600 Rozhodčí: Muro, Rodríguez (ESP) |
| 7 . prosince 2005 21:00 | Report     |         |          | Sportovní komplex Jubilejnyj Počet diváků: 600 Rozhodčí: Muro, Rodríguez (ESP) |

| 9 . prosince 2005 17:00 | Polsko    | 31–26   | Pobřeží slonoviny | Sportovní komplex Jubilejnyj Počet diváků: 250 Rozhodčí: Liachovičius, Paškevičius (LTU) |
| 9 . prosince 2005 17:00 | Włodek 10 | (13–17) | Mambo 8           | Sportovní komplex Jubilejnyj Počet diváků: 250 Rozhodčí: Liachovičius, Paškevičius (LTU) |
| 9 . prosince 2005 17:00 | Report    |         |                   | Sportovní komplex Jubilejnyj Počet diváků: 250 Rozhodčí: Liachovičius, Paškevičius (LTU) |

| 9 . prosince 2005 19:00 | Německo        | 32–24  | Brazílie   | Sportovní komplex Jubilejnyj Počet diváků: 400 Rozhodčí: Gardinovački, Marić (SCG) |
| 9 . prosince 2005 19:00 | Krause, Wörz 6 | (17–9) | Mesquita 8 | Sportovní komplex Jubilejnyj Počet diváků: 400 Rozhodčí: Gardinovački, Marić (SCG) |
| 9 . prosince 2005 19:00 | Report         |        |            | Sportovní komplex Jubilejnyj Počet diváků: 400 Rozhodčí: Gardinovački, Marić (SCG) |

| 9 . prosince 2005 21:00 | Rakousko  | 42–35   | Dánsko     | Sportovní komplex Jubilejnyj Rozhodčí: Herczeg, Südi (HUN) |
| 9 . prosince 2005 21:00 | Logvin 15 | (23–17) | Hørlykke 6 | Sportovní komplex Jubilejnyj Rozhodčí: Herczeg, Südi (HUN) |
| 9 . prosince 2005 21:00 | Report    |         |            | Sportovní komplex Jubilejnyj Rozhodčí: Herczeg, Südi (HUN) |

| 10 . prosince 2005 17:00 | Rakousko  | 29–32   | Brazílie        | Sportovní komplex Jubilejnyj Počet diváků: 250 Rozhodčí: Muro, Rodríguez (ESP) |
| 10 . prosince 2005 17:00 | Logvin 15 | (16–13) | do Nascimento 9 | Sportovní komplex Jubilejnyj Počet diváků: 250 Rozhodčí: Muro, Rodríguez (ESP) |
| 10 . prosince 2005 17:00 | Report    |         |                 | Sportovní komplex Jubilejnyj Počet diváků: 250 Rozhodčí: Muro, Rodríguez (ESP) |

| 10 . prosince 2005 19:00 | Pobřeží slonoviny | 24–40   | Německo            | Sportovní komplex Jubilejnyj Počet diváků: 350 Rozhodčí: Guseva, Vartanian (RUS) |
| 10 . prosince 2005 19:00 | Dosso, Mambo 5    | (10–19) | Althaus, Neukamp 7 | Sportovní komplex Jubilejnyj Počet diváků: 350 Rozhodčí: Guseva, Vartanian (RUS) |
| 10 . prosince 2005 19:00 | Report            |         |                    | Sportovní komplex Jubilejnyj Počet diváků: 350 Rozhodčí: Guseva, Vartanian (RUS) |

| 10 . prosince 2005 21:00 | Dánsko      | 33–28   | Polsko   | Sportovní komplex Jubilejnyj Počet diváků: 500 Rozhodčí: Poladenko, Chernega (RUS) |
| 10 . prosince 2005 21:00 | Mortensen 7 | (16–11) | Włodek 7 | Sportovní komplex Jubilejnyj Počet diváků: 500 Rozhodčí: Poladenko, Chernega (RUS) |
| 10 . prosince 2005 21:00 | Report      |         |          | Sportovní komplex Jubilejnyj Počet diváků: 500 Rozhodčí: Poladenko, Chernega (RUS) |

### Skupina D
| Poř. | tým               | Z | V | R | P | VB  | OB  | +/− | B  | výsledek                 |
| ---- | ----------------- | - | - | - | - | --- | --- | --- | -- | ------------------------ |
| 1.   | Rumunsko          | 5 | 5 | 0 | 0 | 168 | 109 | +59 | 10 | postup do hlavní skupiny |
| 2.   | Ukrajina          | 5 | 3 | 1 | 1 | 156 | 126 | +30 | 7  | postup do hlavní skupiny |
| 3.   | Francie           | 5 | 3 | 0 | 2 | 144 | 110 | +34 | 6  | postup do hlavní skupiny |
| 4.   | Severní Makedonie | 5 | 2 | 1 | 2 | 149 | 122 | +27 | 5  |                          |
| 5.   | Argentina         | 5 | 1 | 0 | 4 | 79  | 150 | −71 | 2  |                          |
| 6.   | Kamerun           | 5 | 0 | 0 | 5 | 103 | 182 | −79 | 0  |                          |

| 5 . prosince 2005 16:30 | Ukrajina  | 34–23   | Kamerun    | Sportovní komplex Jubilejnyj Počet diváků: 200 Rozhodčí: Karbaschi, Kohladouzan (IRI) |
| 5 . prosince 2005 16:30 | Reznir 10 | (18–10) | Bissono 10 | Sportovní komplex Jubilejnyj Počet diváků: 200 Rozhodčí: Karbaschi, Kohladouzan (IRI) |
| 5 . prosince 2005 16:30 | Report    |         |            | Sportovní komplex Jubilejnyj Počet diváků: 200 Rozhodčí: Karbaschi, Kohladouzan (IRI) |

| 5 . prosince 2005 18:30 | Rumunsko        | 31–15  | Argentina         | Sportovní komplex Jubilejnyj Počet diváků: 250 Rozhodčí: Poladenko, Chernega (RUS) |
| 5 . prosince 2005 18:30 | Ardean-Elisei 7 | (17–7) | Acosta, Decilio 4 | Sportovní komplex Jubilejnyj Počet diváků: 250 Rozhodčí: Poladenko, Chernega (RUS) |
| 5 . prosince 2005 18:30 | Report          |        |                   | Sportovní komplex Jubilejnyj Počet diváků: 250 Rozhodčí: Poladenko, Chernega (RUS) |

| 5 . prosince 2005 20:30 | Francie   | 25–22  | Severní Makedonie | Sportovní komplex Jubilejnyj Počet diváků: 250 Rozhodčí: Herczeg, Südi (HUN) |
| 5 . prosince 2005 20:30 | Spincer 8 | (9–13) | Radulović 10      | Sportovní komplex Jubilejnyj Počet diváků: 250 Rozhodčí: Herczeg, Südi (HUN) |
| 5 . prosince 2005 20:30 | Report    |        |                   | Sportovní komplex Jubilejnyj Počet diváků: 250 Rozhodčí: Herczeg, Südi (HUN) |

| 6 . prosince 2005 16:30 | Kamerun         | 19–50  | Rumunsko         | Sportovní komplex Jubilejnyj Počet diváků: 250 Rozhodčí: Līcis, Stoļarovs (LAT) |
| 6 . prosince 2005 16:30 | Lemnwie, Mbah 4 | (8–26) | Gâlcă, Gogîrlă 7 | Sportovní komplex Jubilejnyj Počet diváků: 250 Rozhodčí: Līcis, Stoļarovs (LAT) |
| 6 . prosince 2005 16:30 | Report          |        |                  | Sportovní komplex Jubilejnyj Počet diváků: 250 Rozhodčí: Līcis, Stoļarovs (LAT) |

| 6 . prosince 2005 18:30 | Severní Makedonie | 29–29   | Ukrajina    | Sportovní komplex Jubilejnyj Počet diváků: 250 Rozhodčí: Hansen, Pettersen (NOR) |
| 6 . prosince 2005 18:30 | five players 5    | (12–17) | Pidpalova 7 | Sportovní komplex Jubilejnyj Počet diváků: 250 Rozhodčí: Hansen, Pettersen (NOR) |
| 6 . prosince 2005 18:30 | Report            |         |             | Sportovní komplex Jubilejnyj Počet diváků: 250 Rozhodčí: Hansen, Pettersen (NOR) |

| 6 . prosince 2005 20:30 | Argentina     | 11–33  | Francie   | Sportovní komplex Jubilejnyj Počet diváků: 250 Rozhodčí: Doumbia, Gbela (CIV) |
| 6 . prosince 2005 20:30 | Sanguinetti 3 | (4–13) | Spincer 7 | Sportovní komplex Jubilejnyj Počet diváků: 250 Rozhodčí: Doumbia, Gbela (CIV) |
| 6 . prosince 2005 20:30 | Report        |        |           | Sportovní komplex Jubilejnyj Počet diváků: 250 Rozhodčí: Doumbia, Gbela (CIV) |

| 7 . prosince 2005 16:30 | Ukrajina             | 27–30   | Rumunsko        | Sportovní komplex Jubilejnyj Počet diváků: 300 Rozhodčí: Herczeg, Südi (HUN) |
| 7 . prosince 2005 16:30 | Pidpalova, Shutska 6 | (10–17) | Luca, Gogîrlă 7 | Sportovní komplex Jubilejnyj Počet diváků: 300 Rozhodčí: Herczeg, Südi (HUN) |
| 7 . prosince 2005 16:30 | Report               |         |                 | Sportovní komplex Jubilejnyj Počet diváků: 300 Rozhodčí: Herczeg, Südi (HUN) |

| 7 . prosince 2005 18:30 | Severní Makedonie | 32–15  | Argentina | Sportovní komplex Jubilejnyj Počet diváků: 300 Rozhodčí: Håkansson, Nilsson (SWE) |
| 7 . prosince 2005 18:30 | Boeva 13          | (16–9) | Decilio 6 | Sportovní komplex Jubilejnyj Počet diváků: 300 Rozhodčí: Håkansson, Nilsson (SWE) |
| 7 . prosince 2005 18:30 | Report            |        |           | Sportovní komplex Jubilejnyj Počet diváků: 300 Rozhodčí: Håkansson, Nilsson (SWE) |

| 7 . prosince 2005 20:30 | Francie | 33–17  | Kamerun         | Sportovní komplex Jubilejnyj Počet diváků: 150 Rozhodčí: Poladenko, Chernega (RUS) |
| 7 . prosince 2005 20:30 | Kamto 7 | (14–9) | three players 3 | Sportovní komplex Jubilejnyj Počet diváků: 150 Rozhodčí: Poladenko, Chernega (RUS) |
| 7 . prosince 2005 20:30 | Report  |        |                 | Sportovní komplex Jubilejnyj Počet diváků: 150 Rozhodčí: Poladenko, Chernega (RUS) |

| 9 . prosince 2005 16:30 | Kamerun         | 24–44  | Severní Makedonie | Sportovní komplex Jubilejnyj Počet diváků: 200 Rozhodčí: Horáček, Novotný (CZE) |
| 9 . prosince 2005 16:30 | Kouakam, Ndeh 5 | (9–22) | Todorovska 21     | Sportovní komplex Jubilejnyj Počet diváků: 200 Rozhodčí: Horáček, Novotný (CZE) |
| 9 . prosince 2005 16:30 | Report          |        |                   | Sportovní komplex Jubilejnyj Počet diváků: 200 Rozhodčí: Horáček, Novotný (CZE) |

| 9 . prosince 2005 18:30 | Ukrajina          | 34–17   | Argentina | Sportovní komplex Jubilejnyj Počet diváků: 100 Rozhodčí: Karbaschi, Kohladouzan (IRI) |
| 9 . prosince 2005 18:30 | Lyapina, Reznir 5 | (15–11) | Decilio 4 | Sportovní komplex Jubilejnyj Počet diváků: 100 Rozhodčí: Karbaschi, Kohladouzan (IRI) |
| 9 . prosince 2005 18:30 | Report            |         |           | Sportovní komplex Jubilejnyj Počet diváků: 100 Rozhodčí: Karbaschi, Kohladouzan (IRI) |

| 9 . prosince 2005 20:30 | Rumunsko   | 28–26   | Francie     | Sportovní komplex Jubilejnyj Počet diváků: 150 Rozhodčí: Hansen, Pettersen (NOR) |
| 9 . prosince 2005 20:30 | Várzaru 10 | (16–11) | Herbrecht 6 | Sportovní komplex Jubilejnyj Počet diváků: 150 Rozhodčí: Hansen, Pettersen (NOR) |
| 9 . prosince 2005 20:30 | Report     |         |             | Sportovní komplex Jubilejnyj Počet diváků: 150 Rozhodčí: Hansen, Pettersen (NOR) |

| 10 . prosince 2005 16:30 | Argentina | 21–20   | Kamerun   | Sportovní komplex Jubilejnyj Počet diváků: 150 Rozhodčí: Gardinovački, Marić (SCG) |
| 10 . prosince 2005 16:30 | Ferrea 4  | (10–10) | Bissono 5 | Sportovní komplex Jubilejnyj Počet diváků: 150 Rozhodčí: Gardinovački, Marić (SCG) |
| 10 . prosince 2005 16:30 | Report    |         |           | Sportovní komplex Jubilejnyj Počet diváků: 150 Rozhodčí: Gardinovački, Marić (SCG) |

| 10 . prosince 2005 18:30 | Rumunsko  | 29–22  | Severní Makedonie     | Sportovní komplex Jubilejnyj Počet diváků: 300 Rozhodčí: Līcis, Stoļarovs (LAT) |
| 10 . prosince 2005 18:30 | Várzaru 7 | (18–8) | Bujanova, Portjanko 6 | Sportovní komplex Jubilejnyj Počet diváků: 300 Rozhodčí: Līcis, Stoļarovs (LAT) |
| 10 . prosince 2005 18:30 | Report    |        |                       | Sportovní komplex Jubilejnyj Počet diváků: 300 Rozhodčí: Līcis, Stoļarovs (LAT) |

| 10 . prosince 2005 20:30 | Francie    | 27–32   | Ukrajina  | Sportovní komplex Jubilejnyj Počet diváků: 300 Rozhodčí: Håkansson, Nilsson (SWE) |
| 10 . prosince 2005 20:30 | Spincer 13 | (14–14) | Reznir 11 | Sportovní komplex Jubilejnyj Počet diváků: 300 Rozhodčí: Håkansson, Nilsson (SWE) |
| 10 . prosince 2005 20:30 | Report     |         |           | Sportovní komplex Jubilejnyj Počet diváků: 300 Rozhodčí: Håkansson, Nilsson (SWE) |

## Hlavní kolo

### Skupina 1
| Poř. | tým         | Z | V | R | P | VB  | OB  | +/− | B  | výsledek             |
| ---- | ----------- | - | - | - | - | --- | --- | --- | -- | -------------------- |
| 1.   | Rusko       | 5 | 5 | 0 | 0 | 156 | 132 | +24 | 10 | postup do semifinále |
| 2.   | Maďarsko    | 5 | 4 | 0 | 1 | 159 | 138 | +21 | 8  | postup do semifinále |
| 3.   | Nizozemsko  | 5 | 2 | 1 | 2 | 140 | 154 | −14 | 5  | o 5. místo           |
| 4.   | Jižní Korea | 5 | 2 | 0 | 3 | 150 | 162 | −12 | 4  | o 7. místo           |
| 5.   | Norsko      | 5 | 1 | 1 | 3 | 132 | 131 | +1  | 3  |                      |
| 6.   | Chorvatsko  | 5 | 0 | 0 | 5 | 140 | 160 | −20 | 0  |                      |

| 12. prosince 2005 17:00 | Chorvatsko         | 26–27   | Maďarsko | Ledový palác Počet diváků: 300 Rozhodčí: Olesen, Pedersen (DEN) |
| 12. prosince 2005 17:00 | Pasičnik, Tatari 6 | (13–16) | Tóth 8   | Ledový palác Počet diváků: 300 Rozhodčí: Olesen, Pedersen (DEN) |
| 12. prosince 2005 17:00 | Report             |         |          | Ledový palác Počet diváků: 300 Rozhodčí: Olesen, Pedersen (DEN) |

| 12. prosince 2005 19:00 | Rusko      | 32–27   | Jižní Korea | Ledový palác Počet diváků: 1,500 Rozhodčí: Ljudovik, Vakula (UKR) |
| 12. prosince 2005 19:00 | Bliznova 7 | (17–13) | Song 6      | Ledový palác Počet diváků: 1,500 Rozhodčí: Ljudovik, Vakula (UKR) |
| 12. prosince 2005 19:00 | 4× 3×      | Report  | 3×          | Ledový palác Počet diváků: 1,500 Rozhodčí: Ljudovik, Vakula (UKR) |

| 12. prosince 2005 21:10 | Nizozemsko               | 30–30   | Norsko   | Ledový palác Počet diváků: 1,000 Rozhodčí: Gardinovački, Marić (SCG) |
| 12. prosince 2005 21:10 | Lamein, van der Wissel 6 | (16–12) | Lunde 11 | Ledový palác Počet diváků: 1,000 Rozhodčí: Gardinovački, Marić (SCG) |
| 12. prosince 2005 21:10 | Report                   |         |          | Ledový palác Počet diváků: 1,000 Rozhodčí: Gardinovački, Marić (SCG) |

| 13. prosince 2005 17:00 | Jižní Korea | 38–34   | Chorvatsko        | Ledový palác Počet diváků: 300 Rozhodčí: Souza, Pereira (BRA) |
| 13. prosince 2005 17:00 | Huh 12      | (20–19) | Pasičnik, Pušić 7 | Ledový palác Počet diváků: 300 Rozhodčí: Souza, Pereira (BRA) |
| 13. prosince 2005 17:00 | Report      |         |                   | Ledový palác Počet diváků: 300 Rozhodčí: Souza, Pereira (BRA) |

| 13. prosince 2005 19:00 | Maďarsko               | 37–30   | Nizozemsko               | Ledový palác Počet diváků: 800 Rozhodčí: Ljudovik, Vakula (UKR) |
| 13. prosince 2005 19:00 | Görbiczová, Mehlmann 7 | (21–16) | Mulder, van der Wissel 6 | Ledový palác Počet diváků: 800 Rozhodčí: Ljudovik, Vakula (UKR) |
| 13. prosince 2005 19:00 | Report                 |         |                          | Ledový palác Počet diváků: 800 Rozhodčí: Ljudovik, Vakula (UKR) |

| 13. prosince 2005 21:10 | Norsko  | 22–26   | Rusko      | Ledový palác Počet diváků: 2,500 Rozhodčí: Bord, Buy (FRA) |
| 13. prosince 2005 21:10 | Rokne 6 | (11–12) | Bliznova 6 | Ledový palác Počet diváků: 2,500 Rozhodčí: Bord, Buy (FRA) |
| 13. prosince 2005 21:10 | 6× 3×   | Report  | 6× 4× 1×   | Ledový palác Počet diváků: 2,500 Rozhodčí: Bord, Buy (FRA) |

| 15. prosince 2005 17:00 | Nizozemsko      | 29–26   | Jižní Korea | Ledový palác Počet diváků: 800 Rozhodčí: Olesen, Pedersen (DEN) |
| 15. prosince 2005 17:00 | Lamein, Pusic 5 | (16–14) | Choi 6      | Ledový palác Počet diváků: 800 Rozhodčí: Olesen, Pedersen (DEN) |
| 15. prosince 2005 17:00 | Report          |         |             | Ledový palác Počet diváků: 800 Rozhodčí: Olesen, Pedersen (DEN) |

| 15. prosince 2005 19:00 | Rusko       | 35–33   | Maďarsko    | Ledový palác Počet diváků: 3,500 Rozhodčí: Hansen, Pettersen (NOR) |
| 15. prosince 2005 19:00 | Polenova 11 | (15–17) | Kovacsicz 9 | Ledový palác Počet diváků: 3,500 Rozhodčí: Hansen, Pettersen (NOR) |
| 15. prosince 2005 19:00 | 5× 3×       | Report  | 4× 3× 1×    | Ledový palác Počet diváků: 3,500 Rozhodčí: Hansen, Pettersen (NOR) |

| 15. prosince 2005 21:10 | Chorvatsko          | 25–37   | Norsko  | Ledový palác Počet diváků: 1,000 Rozhodčí: Herczeg, Südi (HUN) |
| 15. prosince 2005 21:10 | Golubić, Pasičnik 6 | (12–18) | Rokne 9 | Ledový palác Počet diváků: 1,000 Rozhodčí: Herczeg, Südi (HUN) |
| 15. prosince 2005 21:10 | Report              |         |         | Ledový palác Počet diváků: 1,000 Rozhodčí: Herczeg, Südi (HUN) |

### Skupina 2
| Poř. | tým      | Z | V | R | P | VB  | OB  | +/− | B  | výsledek             |
| ---- | -------- | - | - | - | - | --- | --- | --- | -- | -------------------- |
| 1.   | Rumunsko | 5 | 5 | 0 | 0 | 163 | 141 | +22 | 10 | postup do semifinále |
| 2.   | Dánsko   | 5 | 3 | 1 | 1 | 137 | 128 | +9  | 7  | postup do semifinále |
| 3.   | Německo  | 5 | 3 | 0 | 2 | 145 | 140 | +5  | 6  | o 5. místo           |
| 4.   | Brazílie | 5 | 2 | 0 | 3 | 147 | 153 | −6  | 4  | o 7. místo           |
| 5.   | Ukrajina | 5 | 1 | 1 | 3 | 145 | 147 | −2  | 3  |                      |
| 6.   | Francie  | 5 | 0 | 0 | 5 | 121 | 149 | −28 | 0  |                      |

| 12. prosince 2005 17:00 | Německo  | 32–26   | Francie     | SCC Peterburgsky Počet diváků: 200 Rozhodčí: Hansen, Pettersen (NOR) |
| 12. prosince 2005 17:00 | Krause 8 | (18–13) | Herbrecht 7 | SCC Peterburgsky Počet diváků: 200 Rozhodčí: Hansen, Pettersen (NOR) |
| 12. prosince 2005 17:00 | Report   |         |             | SCC Peterburgsky Počet diváků: 200 Rozhodčí: Hansen, Pettersen (NOR) |

| 12. prosince 2005 19:00 | Brazílie                 | 33–35   | Rumunsko   | SCC Peterburgsky Počet diváků: 250 Rozhodčí: Poladenko, Chernega (RUS) |
| 12. prosince 2005 19:00 | do Nascimento, Piedade 6 | (15–17) | Gogîrlă 11 | SCC Peterburgsky Počet diváků: 250 Rozhodčí: Poladenko, Chernega (RUS) |
| 12. prosince 2005 19:00 | Report                   |         |            | SCC Peterburgsky Počet diváků: 250 Rozhodčí: Poladenko, Chernega (RUS) |

| 12. prosince 2005 21:00 | Dánsko     | 28–28   | Ukrajina    | SCC Peterburgsky Počet diváků: 250 Rozhodčí: Herczeg, Südi (HUN) |
| 12. prosince 2005 21:00 | Fruelund 8 | (13–17) | Pidpalova 9 | SCC Peterburgsky Počet diváků: 250 Rozhodčí: Herczeg, Südi (HUN) |
| 12. prosince 2005 21:00 | Report     |         |             | SCC Peterburgsky Počet diváků: 250 Rozhodčí: Herczeg, Südi (HUN) |

| 13. prosince 2005 17:00 | Rumunsko         | 37–26   | Německo        | SCC Peterburgsky Počet diváků: 200 Rozhodčí: Håkansson, Nilsson (SWE) |
| 13. prosince 2005 17:00 | Ardean-Elisei 12 | (20–14) | Jurack, Wörz 6 | SCC Peterburgsky Počet diváků: 200 Rozhodčí: Håkansson, Nilsson (SWE) |
| 13. prosince 2005 17:00 | Report           |         |                | SCC Peterburgsky Počet diváků: 200 Rozhodčí: Håkansson, Nilsson (SWE) |

| 13. prosince 2005 19:00 | Ukrajina  | 32–33   | Brazílie   | SCC Peterburgsky Počet diváků: 250 Rozhodčí: Hansen, Pettersen (NOR) |
| 13. prosince 2005 19:00 | Reznir 12 | (16–17) | Mesquita 8 | SCC Peterburgsky Počet diváků: 250 Rozhodčí: Hansen, Pettersen (NOR) |
| 13. prosince 2005 19:00 | Report    |         |            | SCC Peterburgsky Počet diváků: 250 Rozhodčí: Hansen, Pettersen (NOR) |

| 13. prosince 2005 21:00 | Francie            | 19–22   | Dánsko     | SCC Peterburgsky Počet diváků: 350 Rozhodčí: Poladenko, Chernega (RUS) |
| 13. prosince 2005 21:00 | Herbrecht, Kamto 4 | (10–11) | Fruelund 6 | SCC Peterburgsky Počet diváků: 350 Rozhodčí: Poladenko, Chernega (RUS) |
| 13. prosince 2005 21:00 | Report             |         |            | SCC Peterburgsky Počet diváků: 350 Rozhodčí: Poladenko, Chernega (RUS) |

| 15. prosince 2005 17:00 | Brazílie   | 35–23   | Francie   | SCC Peterburgsky Počet diváků: 300 Rozhodčí: Håkansson, Nilsson (SWE) |
| 15. prosince 2005 17:00 | da Silva 8 | (19–14) | Spincer 5 | SCC Peterburgsky Počet diváků: 300 Rozhodčí: Håkansson, Nilsson (SWE) |
| 15. prosince 2005 17:00 | Report     |         |           | SCC Peterburgsky Počet diváků: 300 Rozhodčí: Håkansson, Nilsson (SWE) |

| 15. prosince 2005 19:00 | Německo  | 29–26   | Ukrajina    | SCC Peterburgsky Počet diváků: 400 Rozhodčí: Bord, Buy (FRA) |
| 15. prosince 2005 19:00 | Jurack 7 | (16–15) | Radchenko 7 | SCC Peterburgsky Počet diváků: 400 Rozhodčí: Bord, Buy (FRA) |
| 15. prosince 2005 19:00 | Report   |         |             | SCC Peterburgsky Počet diváků: 400 Rozhodčí: Bord, Buy (FRA) |

| 15. prosince 2005 21:00 | Dánsko    | 29–33   | Rumunsko        | SCC Peterburgsky Počet diváků: 500 Rozhodčí: Gardinovački, Marić (SCG) |
| 15. prosince 2005 21:00 | Sjøberg 6 | (13–16) | Ardean-Elisei 8 | SCC Peterburgsky Počet diváků: 500 Rozhodčí: Gardinovački, Marić (SCG) |
| 15. prosince 2005 21:00 | Report    |         |                 | SCC Peterburgsky Počet diváků: 500 Rozhodčí: Gardinovački, Marić (SCG) |

### Semifinále
| 17. prosince 2005 15:30 | Rumunsko        | 26–24   | Maďarsko   | Ledový palác Počet diváků: 4,000 Rozhodčí: Håkansson, Nilsson (SWE) |
| 17. prosince 2005 15:30 | three players 4 | (15–14) | Mehlmann 6 | Ledový palác Počet diváků: 4,000 Rozhodčí: Håkansson, Nilsson (SWE) |
| 17. prosince 2005 15:30 | 6× 3×           | Report  | 3× 4×      | Ledový palác Počet diváků: 4,000 Rozhodčí: Håkansson, Nilsson (SWE) |

| 17. prosince 2005 18:00 | Rusko           | 31–24  | Dánsko     | Ledový palác Počet diváků: 7,000 Rozhodčí: Ljudovik, Vakula (UKR) |
| 17. prosince 2005 18:00 | Poltoratskaya 7 | (16–9) | Hørlykke 5 | Ledový palác Počet diváků: 7,000 Rozhodčí: Ljudovik, Vakula (UKR) |
| 17. prosince 2005 18:00 | 8× 3×           | Report | 6× 3×      | Ledový palác Počet diváků: 7,000 Rozhodčí: Ljudovik, Vakula (UKR) |

### o 7. místo
| 17. prosince 2005 13:00 | Jižní Korea | 28–29   | Brazílie         | Ledový palác Počet diváků: 300 Rozhodčí: Hansen, Pettersen (NOR) |
| 17. prosince 2005 13:00 | Huh 7       | (14–15) | do Nascimento 10 | Ledový palác Počet diváků: 300 Rozhodčí: Hansen, Pettersen (NOR) |
| 17. prosince 2005 13:00 | 4× 3×       | Report  | 5× 3×            | Ledový palác Počet diváků: 300 Rozhodčí: Hansen, Pettersen (NOR) |

### o 5. místo
| 18. prosince 2005 12:00 | Nizozemsko | 28–26   | Německo  | Ledový palác Počet diváků: 1,000 Rozhodčí: Gardinovački, Marić (SCG) |
| 18. prosince 2005 12:00 | Lamein 7   | (17–12) | Jurack 9 | Ledový palác Počet diváků: 1,000 Rozhodčí: Gardinovački, Marić (SCG) |
| 18. prosince 2005 12:00 | 6× 3×      | Report  | 3×       | Ledový palác Počet diváků: 1,000 Rozhodčí: Gardinovački, Marić (SCG) |

### o 3. místo
| 18. prosince 2005 14:30 | Dánsko     | 24–27   | Maďarsko     | Ledový palác Počet diváků: 4,500 Rozhodčí: Poladenko, Chernega (RUS) |
| 18. prosince 2005 14:30 | Fruelund 7 | (15–14) | Görbiczová 7 | Ledový palác Počet diváků: 4,500 Rozhodčí: Poladenko, Chernega (RUS) |
| 18. prosince 2005 14:30 | 2×         | Report  | 5× 2×        | Ledový palác Počet diváků: 4,500 Rozhodčí: Poladenko, Chernega (RUS) |

### Finále
| 18. prosince 2005 17:00 | Rusko      | 28–23   | Rumunsko        | Ledový palác Počet diváků: 10,500 Rozhodčí: Bord, Buy (FRA) |
| 18. prosince 2005 17:00 | Postnova 7 | (17–12) | Ardean-Elisei 7 | Ledový palác Počet diváků: 10,500 Rozhodčí: Bord, Buy (FRA) |
| 18. prosince 2005 17:00 | 5× 3×      | Report  | 5× 3×           | Ledový palác Počet diváků: 10,500 Rozhodčí: Bord, Buy (FRA) |

## Konečné pořadí
| Poř.             | tým               |
| ---------------- | ----------------- |
| Zlatá medaile    | Rusko             |
| Stříbrná medaile | Rumunsko          |
| Bronzová medaile | Maďarsko          |
| 4.               | Dánsko            |
| 5.               | Nizozemsko        |
| 6.               | Německo           |
| 7.               | Brazílie          |
| 8.               | Jižní Korea       |
| 9.               | Norsko            |
| 10.              | Ukrajina          |
| 11.              | Chorvatsko        |
| 12.              | Francie           |
| 13.              | Rakousko          |
| 14.              | Slovinsko         |
| 15.              | Severní Makedonie |
| 16.              | Angola            |
| 17.              | Čína              |
| 18.              | Japonsko          |
| 19.              | Polsko            |
| 20.              | Argentina         |
| 21.              | Pobřeží slonoviny |
| 22.              | Kamerun           |
| 23.              | Uruguay           |
| 24.              | Austrálie         |